# Бердянка (Харьковская область)
Бердя́нка, ранее Безво́дное, Ополо́новка (укр. Бердянка), село,
Бердянский сельский совет,
Красноградский район,
Харьковская область, Украина.
Код КОАТУУ — 6322280501. Население по переписи 2001 года составляет 724 (326/398 м/ж) человека.
Является административным центром Бердянского сельского совета, в который, кроме того, входят сёла
Першотравневое, Травневое и Вишнёвое

## Географическое положение
Село Бердянка находится в начале балки Бердянка, по которой протекает пересыхающий ручей с большой запрудой; примыкает к автомобильной дороге М-18 (E 105).
На расстоянии в 2 км расположены сёла Першотравневое и Вишнёвое.

## История
- 1875 — дата основания.

## Экономика
- Птице-товарная ферма, машинно-тракторные мастерские.
- ЧСП им Фрунзе.
- Украинская геологоразведывательная экспедиция.
- «ВИБІР», агрофирма, ООО.

## Объекты социальной сферы
- Детский сад.
- Школа.
- Клуб.
- Больница.
- Спортивная площадка.
- Село газифицировано.

## Достопримечательности
- Братская могила советских воинов. Похоронено 18 воинов.